# Tierra salvaje (película)
Tierra salvaje (Wild Country en V. O.) es una película británica de terror dirigida por Craig Strachan en 2005. El film está protagonizado en su mayoría por actores amateurs salvo Martin Compston y Peter Capaldi, este último actuó en un cameo.
El rodaje tuvo lugar en los alrededores de Glasgow, Escocia entre los meses de octubre y noviembre de 2004 con un presupuesto cercano a 1 millón de libras.
El estreno en los cines escoceses tuvo lugar al año siguiente del estreno en Inglaterra y en 2007 sería proyectada en Estados Unidos al obtener Lionsgate los derechos de distribución en el país americano.

## Argumento
Un grupo de adolescentes emprenden un viaje programado por el Padre Steve (Peter Capaldi) por las Highlands. En un tramo el tutor les deja a su aire para que puedan disfrutar del viaje con tranquilidad y encontrarse después en una posada como punto de encuentro. Mientras caminan descubren un bebé abandonado en las ruinas de un castillo. Tras poner a salvo al lactante, el grupo empieza a ser asediado por un descomunal lobo, el cual empieza a matarles uno a uno aprovechando la oscuridad de la noche. Los supervivientes se ponen de acuerdo en matar a la bestia si quieren sobrevivir.
Para llevar a cabo el plan siguen al lobo hasta su guarida, la cual resulta ser el propio castillo donde rescataron al bebé, allí se dan cuenta de que se enfrentan a un hombre lobo. Tras pasar la noche vigilantes, idean un plan en el que Kelly Ann (Samanta Shields) tiende una trampa al licántropo para a posteriori darle muerte entre todos. Sin embargo descubren que no es la única bestia de la guarida y uno de los jóvenes muere al intentar escapar siendo Kelly y su novio Lee (Martin Compston) los "afortunados", no obstante uno de los lobos cerca a la pareja y Lee se sacrifica para que la joven pueda huir al pueblo.
Una vez en el punto de encuentro acordado, esta le comenta al Padre Steve que un enorme lobo ha matado a sus compañeros mientras intenta proteger al bebé, al cual ha estado amamantando a lo largo de la película, sin embargo, el clero se niega a creerla hasta que ve con sus propios ojos como mata a la casera del lugar. Horrorizado busca refugio en la habitación de Kelly para descubrir que esta se ha convertido en otro hombre lobo a causa de la infección ocasionada por el niño, el cual resulta ser una cría de lobo.

## Reparto
- Samantha Shields es Kelly Ann.
- Martin Compston es Lee.
- Kevin Quinn es David.
- Nicola Muldoon es Louise.
- Jamie Quinn es Mark.
- Peter Capaldi es el Padre Steve.
- Alan Mchugh es el Pastor.